# Western Arabs
Western Arabs er en dansk dokumentarfilm fra 2019 instrueret af Omar Shargawi.

## Handling
Dokumentaren er et intimt portræt, en dokumentar-hybrid, som over en periode på 12 år følger en dansk-arabisk familie på godt og ondt. Faren er palæstinensisk, moren er dansk, og de tre sønner bliver et resultat af det kulturelle møde, der opstod, da de første immigranter ankom til Danmark i 60'erne og 70'erne.

## Medvirkende
- Omar Shargawi
- Leena Bækdal Jensen
- Aiya Bækdal Shargawi
- Hassan El Sayed
- Zulay Alamaz El Sayed
- Salah El Koussa
- Janus Nabil Bakrawi
- Mourad Hanna
- Khalid Alssubeihi
- Thomas Bremer
- Dar Salim
- Samir Al-Sobehi
- Salah Ramaha
- Nehmedo Hanafi Mahmoud
- Islam Safiyyudin Mohammed
- Keltoum Chahrour
- Fatima Derra
- Fatma Suzanne Chahrour
- Abir Chahrour
- Diab El Masri
- Hazem Elayan